# Vincenzo Gramigna
Vincenzo Gramigna (Riccia, 1580 circa – Roma, 1627) è stato un letterato italiano.

## Biografia
Accademico degli Oziosi a Napoli e degli Umoristi a Roma, visse a Roma, protetto dal cardinale Scipione Caffarelli-Borghese. Fu intimo amico dell'erudito romano Marco Antonio Foppa, che lo accolse a casa sua e lo curò nella sua ultima malattia. Tra le sue opere politiche e sul comportamento cortigiano si ricordano: Del governo tirannico e regio (Longo, Napoli 1615), Il segretario (Cecconcelli, Firenze 1620), Orazioni (Alberti, Trento 1625), Fantasie varie (Foppa, Roma 1627).